# Piratenpartij
Die Piratenpartij, auch Piratenpartij Nederland (kurz: PPNL) ist eine niederländische Partei. Sie wurde 2006 informell gegründet, aber erst am 10. März 2010 offiziell als Partei registriert. Sie nahm im Juni 2010 erstmals an den niederländischen Parlamentswahlen teil.
Die Partei beschränkt sich auf wenige politische Kernaussagen. Sie will das niederländische Urheberrecht einschränken, das Patentrecht ändern, die (digitalen) Bürgerrechte schützen und stärken sowie die Arbeit der Regierung transparenter machen und den Datenschutz in der Verwaltung verstärken.
Die Partei ist Teil der internationalen Bewegung der Piratenparteien. Sie ist Mitglied von Pirate Parties International (PPI) und sieht die internationale Kooperation als essentiellen Weg zur Durchsetzung ihrer Ziele.
Am 12. April 2010 gab die Piratenpartij bekannt, an den Wahlen zur Zweiten Kammer der Generalstaaten am 9. Juni 2010 teilzunehmen. Die Kandidatenliste umfasste 14 Kandidaten, angeführt von Parteichef Samir Allioui und der Spieleentwicklerin Eva Jobse. Dabei erreichte sie 0,11 % (10.471 Stimmen). 
Bei den vorgezogenen Parlamentswahlen am 12. September 2012 konnte die Partei mit dem Spitzenkandidaten Dirk Poot ihren Stimmanteil zwar fast verdreifachen, blieb aber immer noch deutlich vom Gewinn eines Mandates entfernt.
In den landesweiten Kommunalwahlen vom 19. März 2014 gelang es der Piratenpartij im Stadtteilrat von Amsterdam West ihr erstes Mandat in den Niederlanden zu erringen.
Bei den Parlamentswahlen am 15. März 2017 erhielt die Piratenpartij 0,3 % der Stimmen.

## Wahlergebnisse
| Jahr | Wahl                  | Stimmenanteil | Sitze |
| ---- | --------------------- | ------------- | ----- |
| 2010 | Parlamentswahl 2010   | 0,11 %        | 0/150 |
| 2012 | Parlamentswahl 2012   | 0,32 %        | 0/150 |
| 2014 | Europawahl 2014       | 0,85 %        | 0/26  |
| 2017 | Parlamentswahl 2017   | 0,34 %        | 0/150 |
| 2019 | Europawahl 2019 1     | 0,19 %        | 0/26  |
| 2021 | Parlamentswahl 2021   | 0,22 %        | 0/150 |
| 2023 | Parlamentswahl 2023 2 | 0,09 %        | 0/150 |
| 2024 | Europawahl 2024 2     | 0,38 %        | 0/150 |